# Епископ темишварски Георгије (Поповић)
Георгије Поповић (рођен око 1700. у Старом Влаху - 12. децембра 1757. у Темишвару) је био митрополит нишки и белоцрквански (1735) и епископ темишварски од 1745. до 1757. године.
Георгије Поповић је рођен око 1700. године у Старом Влаху. Отац му је био православни свештеник Милош, а мајка Ефросинија. Свештеничком позиву се највероватније учио код куће од свога оца. О његовом монашењу постоје два различита извора. Једна теорија наводи да се замонашио у манастиру Високи Дечани, док се према другој замонашио у манастиру Пећка патријаршија.

## Митрополит нишки и белоцрквански
Георгије постаје митрополит Нишки и белоцрквански 5. августа 1735. године. У чин митрополита га је хиротонисао српски патријарх Арсеније IV Јовановић.
 
Постоји берат (указ) који је издао османски султан Махмуд I приликом постављања Георгија на место епископа. У указу се наводи: 
Султан Махмуд, син Султана Мустафе, на предлог патријарха Арсенија 1148. по турском, или 1735. године по каурском, даје берат, у коме препоручује свима турским властима да не чине никакве сметње митрополиту нишком кад би по својој епархији пошао да купи мирију, и дозвољава митрополиту да на томе путу може носити и патарицу епископску.
Након што је постао митрополит Георгије се настанио у Нишу, у епископском двору поред цркве светог Николаја Мирликијског који је подигао претходни митрополит Јоаникије. Године 1737, почетком марта, одржан је састанак између патријарха Арсенија, рашког епископа Јефтимија, штипског Атанасија и самоковског Симеона, на коме је договорено да се подигне народни устанак и подржи рат Аустрије и Русије против Турске. На овом састанку је присуствовао и изасланик митрополита Георгија. Познато је да је Георгије подржавао устанак, као и да је његов изасланик Радоје Милаковић обавештавао аустријску војску о стању турске војске.
Након избијања рата аустријска војска је стигла до Ниша и освојила га. За време освајања града Георгије Поповић се налазио у Манастиру Светог Јована Крститеља код Горњег Матејевца. Позивао је народ на устанак и верност Хабзбурзима и помагао аустријанцима у ратним дејствима.

## Прелазак у Хабзбуршку монархију
Након повлачења аустријанаца, у страху због турске одмазде отпочиње Друга сеоба Срба. Ниш је евакуисан 25. октобра 1737, године. Са патријархом Арсенијем Јовановићем IV Шакабентом у повлачење на север су кренули и митрополит нишки Георгије, као и епископи ужички и рашки.
Након што је дошао у Аустрију, Георгије се нашао у Сремским Карловцима. Ту је помагао патријарху Арсенију IV и био је члан конзисторије (црквеног суда) Карловачке митрополије. Желео је да добије епископију на управљање али је то онемогућавао дуг који је Нишка митрополија имала према зајмодавцима. Дуг је настао тако што се претходни митрополит Јоаникије задужио ради обнове митрополије. Турци су од Аустрије тражили да му се не додели епископија док не измири дуг. Тек након интервенције патријарха, дуг је приписан новом митрополиту Нишком.
Године 1742. одржао је у Карловцима патријарх Арсеније IV саветовање са архијерејима и српским првацима у Аустрији. Учествовао је на скупу и Георгије (мада бивши) "митрополит нишки". Након смрти лепавинског епископа Симеона Филиповића (1743), патријарх Арсеније је желео да митрополита Георгија постави за новог епископа Лепавинске епархије, али народ се није сложио (и аустријски двор!) са овом одлуком пошто је Георгије био необразован и није знао немачки и латински језик.

## Епископ темишварски
Након смрти Николе Димитријевића, епископа Темишварског, Марија Терезија је 24. фебруара 1745. године потврдила именовање Георгија Поповића за епископа Епархије темишварске. Док је био епископ, подигао је на Тргу уједињења Саборну цркву у Темишвару, епископски двор, школу за омладину и школу за образовање парохијског свештенства.
За време његове управе, Темишварска епархија обухватала је велики део Баната, док се мањи део налазио у саставу Вршачке епархије. На северу се граничила са Арадском епархијом, од које је била раздвојена доњим током реке Мориш. Река Тиса, на западу, делила ју је од Бачке епископије, Дунав, на југозападу, од Сремске епархије, а на југу, од Београдске митрополије, која је у његово доба припадала Османском царству. Копнена граница према Вршачкој епископији полазила је од Ковина на Дунаву, пратећи границе Панчевачког, Чаковског, Лугошко-фачетског и Липовског дистрикта, са извесним одступањима. На истоку је допирала до западних обронака Карпатских планина, а потом је, према северу, избијала на реку Мориш, узводно од града Липова.
Георгија је упознао Доситеј Обрадовић који га помиње у свом делу Живот и прикљученија.

## Смрт
Георгије Поповић је преминуо 2. децембра 1757. године у шест часова ујутру. Сахрањен је у темишварској саборној Цркви, а протокол сахране је записао поп Павле Каменски темишварски парох (Рус из Москве родом). По његовој жељи, тело му је балсамовано. Његовој сахрани присуствовале су најугледније личности у Темишвару.
Постоји портрет Георгија Поповића непознатог аутора, који је најстарија слика неког нишког митрополита. Оригинал с краја 18. века је изгубљен, али сачувана је копија с почетка 19. века која се чува у епископском двору у Темишвару.